# Булочная мелочь
Булочная мелочь — штучные булочные изделия, вес которых составляет 100—200 граммов. К булочной мелочи относятся изделия разнообразной формы: розанчики, подковки, гребешки, ленинградские калачи, витые солёные булки.
Розанчики имеют форму розы, которая получается путём загибания края лепёшки по кругу. Подковкам придают форму из трубочки с утолщением в середине прямо при укладке на листе при помощи специальной формовочной машины. Гребешки, имеющие форму петушиных гребешков формируют из продолговатых сложенных вдвое блинов путём прорезания краёв. Ленинградский калач имеет форму навесного замка, которая получается путём высекания насквозь полукруглой выемкой части блина-заготовки. Витая булка получается из сплетённых в виде верёвки двух жгутов теста, натёртых небольшим количеством поваренной соли.
Булочную мелочь выпекают из дрожжевого булочного теста на пшеничной муке 1-го и 2-го сортов с добавлением сахара, маргарина, яиц и молочных продуктов. Булочное тесто отличается более густой консистенцией, чем тесто для белого хлеба. Булочную мелочь выпекают на листах и иногда на поду, предварительно нанеся на тестовые заготовки яичную смазку и обсыпав сахаром.